# Bassjackers
Bassjackers (pronunciación en inglés: /beɪs.dʒækərz/) es un dúo de música electrónica formado en 2007. Está formado por Marlon Flohr y Ralph van Hilst, unos DJ y productores neerlandeses.
Ganaron fama por sus pistas del género electro house. Llegaron al top 100 de Beatport con temas como «Like That», «Savior», «Crackin», «Wave Your Hands» y «Memories».
Usualmente Marlon actúa en los shows, y Ralph produce los tracks del dúo.
Actualmente ocupan el puesto número 29 del ranking de DJMag.

## Discografía

### Álbumes
| Título      | Detalle del Álbumes |
| ----------- | --- |
| The Biggest | - Lanzamiento: 22 de noviembre de 2019 - Sello: Spinnin Records/Warner Music Group - Formatos: CD, digital download - https://open.spotify.com/album/6MnnkXC0DBgjc9mFxJ585V |

### Sencillos
2007:
- Beat Cut [Sneakerz MUZIK]

2008:
- Enowapi [Secure Recordings]
- Klambu (con Apster) [Sneakerz MUZIK]

2009:
- Sujo [Sujo Soja EP] [Secure Recordings]
- Soja [Sujo Soja EP] [Secure Recordings]
- 16 (con Jorn) [Samsobeats]

2010:
- Stronger (feat. Bizzey) [Nope is Dope Records]
- Clifton [Samsobeats]
- Showrocker (con The Partysquad) [Spinnin' Records]
- Bang Like A (con Ralvero) [Spinnin' Records]

2011:
- Rambo (con Ralvero) [Spinnin' Records]
- Mush Mush [Musical Freedom]
- Brougham/Contour (con Apster) [Wall Recordings]

2012:
- Bronx (con Yves V) [Smash The House]
- Let’s Get Weird [FREE DOWNLOAD]
- RIA (con Angger Dimas) [DOORN Records / Spinnin' Records]
- Hey! (con Showtek) [Spinnin' Records]

2013:
- Grid (con Dyro) [Spinnin' Records]
- Duckface (con Kenneth G) [Hysteria Recs]
- Collision (con Ferry Corsten) [Spinnin' Records]
- Raise Those Hands (con R3hab) [Fly Eye Records]
- Flag (con Gregori Klosman) [Spinnin' Records]
- Zing [Protocol Recordings]
- Gamer (con  GRX (Martin Garrix)) [DOORN Records / Spinnin' Records]

2014:
- Crackin (Martin Garrix Edit) [Spinnin' Records]
- Battle (con Jordy Dazz) [DOORN Records / Spinnin' Records]
- DERP (con MAKJ) [Hysteria Recs]
- Rampage (con Kenneth G) [Revealed Recordings]
- Like That [Smash The House]
- Savior [Spinnin' Records]
- X (con Dyro) [WOLV]

2015:
- Wave Your Hands (con Thomas Newson) [Smash The House]
- What We Live For (con Afrojack) [WALL Recordings / Spinnin' Records]
- Alamo (con Brooks) [Skink]
- Memories (con KSHMR feat. Sirah) [Spinnin' Records]
- Bring That Beat [Smash The House]
- Sound Barrier (con Coone & GLDY LX) [Smash The House / Armada Music]
- Rough (con Reez) [Musical Freedom]

2016:
- SPCMN (con Crossnaders) [FREE DOWNLOAD]
- On The Floor Like (con Joe Ghost & MOTi) [Spinnin' Records]
- Marco Polo (con Breathe Carolina & Reez) [Spinnin' Records]
- F*CK (Dimitri Vegas & Like Mike Edit) [Smash The House]
- El Mariachi (con Jay Hardway) [Spinnin' Records]
- Dinosaur (con Jay Hardway) [Spinnin' Records] [FREE DOWNLOAD]
- Fireflies (feat. Luciana) [Spinnin' Records]
- Destiny (feat. Mat B.) [Destiny EP] [Spinnin' Records]
- To Be The One [Destiny EP] [Spinnin' Records]
- Tomorrow [Destiny EP] [Spinnin' Records]
- One Fifty [Destiny EP] [Spinnin' Records]
- Extreme (con KSHMR feat. Sidnie Tipton) [Spinnin' Records]
- PillowFight (con Skytech & Fafaq) [Spinnin' Records]

2017:
- Can't Take It (con Breathe Carolina feat. CADE) [Spinnin' Records]
- Joyride (con Brooks) [Spinnin' Records]
- All Aboard (con D'Angello & Francis) (Dimitri Vegas & Like Mike Edit) [Smash The House]
- These Heights (con Lucas & Steve feat. Caroline Pennell) [Spinnin' Records]
- Wobble & Jiggle [Les Pays Bass EP] [Spinnin' Records]
- Get Loud [Les Pays Bass EP] [Spinnin' Records]
- Nasty (con Crisis Era) [Les Pays Bass EP] [Spinnin' Records]
- Fireflies (Crossnaders Remix) (feat. Luciana) [Les Pays Bass EP] [Spinnin' Records]
- The Fever (con Breathe Carolina & Apek) [Spinnin' Records]
- Ready (con L3N) [Spinnin' Records]

2018:
- Last Fight (con Crossnaders) [Smash The House]
- Are You Randy? (con Bali Bandits)  [Musical Freedom]
- The Riddle [Smash The House]
- Switch (con Blasterjaxx)  [Maxximize Records]
- The Jungle (con Dimitri Vegas & Like Mike) [Tomorrowland 2018 EP]  [Smash The House]
- Block (con Sunstars) [Spinnin' Records]
- Bounce (con Julian Banks, Dimitri Vegas & Like Mike feat. Snoop Dogg)  [Smash The House]
- Poppin' (con Pep & Rash) [Les Pays Bass EP Vol. 2] [Spinnin' Records]
- Sureshot [Les Pays Bass EP Vol. 2] [Spinnin' Records]
- Are You Ready [Les Pays Bass EP Vol. 2] [Spinnin' Records]
- Get Down (con Ralvero) [Les Pays Bass EP Vol. 2] [Spinnin' Records]
- Let It Bang [Les Pays Bass EP Vol. 2] [Spinnin' Records]
- Zero Fs Given (con Wolfpack) [Smash The House]

2019:
- No Style (con Apster) [Spinnin' Records]
- Flip The Beat (con Apek) [Spinnin' Records]
- You're Next (con Dimitri Vegas & Like Mike) (Mortal Kombat 11 Anthem) [Epic Amsterdam / Smash The House / Sony Music]
- Memento (con TWIIG) [Spinnin' Records]
- Mortal Kombat Anthem  (con Dimitri Vegas & Like Mike & 2WEI)  [Smash The House]
- Snatch [The Biggest] [Spinnin' Records]
- Limitless (con Jaxx & Vega) [The Biggest] [Spinnin' Records]
- The Flight (con Dimitri Vegas & Like Mike & D'Angello & Francis) [Epic Amsterdam / Smash The House / Spinnin' Records]
- Primal (con Dr Phunk) [The Biggest] [Spinnin' Records]
- I Wanna Rave (con Steve Aoki) [Ultra Music / Spinnin' Records]
- The Oldskool (con Dr Phunk) [The Biggest] [Spinnin' Records]
- Mush Mush (2019 Reboot) [The Biggest] [Musical Freedom/Spinnin' Records]
- Captain Quirck [The Biggest] [Spinnin' Records]
- Outlaw (con R3SPAWN) [The Biggest] [Spinnin' Records]

2020:
- All My Life (Lucas & Steve Edit) [Spinnin' Records]
- Big Orgus 2020 (vs. DJ Furax) [Smash The House]
- Happy Together (con Dimitri Vegas & Like Mike) [Smash The House]
- Want You (So Bad) [Spinnin' Records]
- Motivation [Smash The House]
- Old Money (con Wolfpack feat. Richie Loop) [Smash The House]
- Tricks [Smash The House]
- Bonzai Channel One (con Dimitri Vegas & Like Mike & Crossnaders) [Smash The House]
- Run Away (con Jaxx & Vega & Futuristic Polar Bears) [Smash The House]
- Halloween (con Wolfpack & Baba Yega) [Smash The House]
- Jingle Bells [Home Alone On The Night Before Christmas EP] [Smash The House]
- Born To Run (con Dr Phunk) [Smash The House]

2021:
- Show Me Your Love [Smash The House]
- Snake Whisperer (con ANG) [Smash The House]
- Helter Skelter (con MOTi) [Smash The House]
- Say What U Want [Smash The House]
- Arabian Nights (con Diètro) [Smash The House]
- Scream It (con MAKJ) [Smash The House]
- Written In The Stars (con Tungevaag) [Spinnin' Records]
- In Doge We Trust (con PleasrDAO) [Smash The House]
- All My Love (con Skytech) [CYB3RPVNK]
- The Weekend [Smash The House]

2022:
- De La Sol (con MAKJ) [Spinnin' Records]
- Dumb Dumb (con MATTN & Emy Perez) [Smash The House]
- Psycho (con Harris & Ford feat. Rebecca Helena) [Spinnin' Records]
- Bored Ape Rave Club [Smash The House]
- Fall (con L3N) [Rave Culture]
- Blink 2022 (con Dimitri Vegas & Like Mike & John Dahlbäck) [Smash The House]
- Lose It (con SaberZ) [Smash The House]
- Oh Mandy [The Crystal Waters] [Smash The House]
- Forever Young (con Tony Junior) [Smash The House]
- Raket (con Dimitri Vegas & Like Mike) [Smash The House]

2023:
- Olé Olé (con ANG) [Smash The House]
- How We Do (con Mike Cervello) [Les Pays Bass EP Vol. 3] [Smash The House]
- Bass Hammer [Les Pays Bass EP Vol. 3] [Smash The House]
- Oldschool Vibe [Les Pays Bass EP Vol. 3] [Smash The House]
- Arabian Nights Part 2 (con Diètro & Kazden) [Les Pays Bass EP Vol. 3] [Smash The House]
- Burnout [Les Pays Bass EP Vol. 3] [Smash The House]
- That Bass [Les Pays Bass EP Vol. 3] [Smash The House]
- Wrong Or Right (The Riddle) [Spinnin' Records]
- Traffic [Musical Freedom]
- Komtie (Kom Tie Dan He!) (con Dimitri Vegas & Like Mike, The Darkraver & DJ Norman) [Smash The House]
- 16 Jahre [Heldeep Records]
- We Ride (feat. Teddy Bee) [Spinnin' Records]
- Eternity (con Timmy Trumpet & KSHMR) [Spinnin' Records]
- The Wave (con X-Tof) [Smash The House]
- Disco Dancer [Smash The House]

2024:
- All Around The World (La La La La La) [Smash The House]
- Why Am I Doing This?! (con W&W) [Rave Culture: DYSTOPIA]
- Energy (con Hardwell) [Revealed Recordings]
- Classical Music (con Timmy Trumpet) [Smash The House]
- Traffic Lights (con Sonny Wern) [Smash The House]
- I Believe (con WUKONG & D Jayne) [liquid]
- Mask Off (con Oliver Heldens) [Heldeep Records]
- Axel F (con Dimitri Vegas & Like Mike) [Smash The House]
- Alibi (con Yves V) [Smash The House]
- Set Me Free (con Wasback) [Smash The House]
- Bla Bla Bla [Smash The House]
- Wake The F Up [Smash The House]
- Boadicea [Spinnin' Records]

### Remixes
2007:
- Groovenatics – Bust A Move (Bassjackers Remix)
- Funkwerkstatt – Windrose (Bassjackers Remix)

2008:
- Ron Carroll – WDTS (The Nike Song) (Bassjackers Remix)
- Harrison Crump, Josh The Funky 1 – Konstruction (Bassjackers Rekonstructed Remix)
- Oliver Twizt – Houston We Have A Problem (Bassjackers Remix)
- Franky Rizardo – Flutetest (Bassjackers Remix)
- René van Munster – Phonesmack (Bassjackers Remix)
- Randy Santino – Hydrogen (Bassjackers Remix)
- DJ Rockid – Girlz (Bassjackers Remix)
- Ralvero feat. Mc Boogshe Dub –  Party People (Bassjackers Remix)
- Cidinho e doca – Rap das Armas (Bassjackers remix) [Spinnin' records]

2009:
- D-Rashid feat. Lilian Viera – Dinda (Bassjackers Remix)
- Genetik & Gio Martinez – Rempejack (Bassjackers & Ralvero Remix)
- Ian Carey feat. Craig Smart – SOS (Bassjackers & Ralvero Remix)
- Gregor Salto & Kaoma – Lambada 3000 (Bassjackers & Ralvero Remix)
- Giorgio Giordano – Amazzonia (Ralvero & Bassjackers Mix)
- Nick & Danny Chatelain – Baila Baila (Ralvero & Bassjackers Remix)
- Sidney Samson feat. Lady Bee & Bizzey – Let's Go (Bassjackers Remix)
- Real El Canario – Don't Stop (Wiggle Wiggle) (Bassjackers Remix)
- Flow 212 – Ritmo Do Meu Flow (Ralvero & Bassjackers Remix)

2010:
- Diego Miranda feat. Liliana – Ibiza For Dreams (Ralvero & Bassjackers Remix)
- Joe Ghost – At Night (Bassjackers Remix)
- JoeySuki – Bamm (Bassjackers Remix)
- Carl Tricks feat. Dadz 'N Effect – On Me (Bassjackers Remix)
- Nick Galea feat. Amba Shepherd – I Believe (Bassjackers & Ralvero Remix)
- Dave Darell – I Just Wanna Live (Ralvero & Bassjackers Remix)
- Firebeatz & Apster – Cencerro (Bassjackers Remix)
- Jaswho? – Naked (Bassjackers Remix)
- Veron & Praia Del Sol feat. Bizzey – Sleazy 2010 (Bassjackers Remix)
- Seductive – Rockin' (Bassjackers Remix)
- Martin Solveig & Dragonette – Hello (Bassjackers Remix)
- Quintino – I Feel (Bassjackers Remix)

2011:
- DJ Rockid – Girlz (Bassjackers Remix)
- Carl Tricks feat. Dadz 'n Effect – On Me (Bassjackers Remix)
- Dada Life – White Noise/ Red Meat (Bassjackers Remix)
- Apster feat. Bizzey – Moanin (Bassjackers Remix)
- Drumsound & Bassline Smith – Freak (Bassjackers Remix)
- Kid Massive & Peyton – A Little Louder (Bassjackers Remix)
- Alex Kassel feat. Adam Joseph – Chasing the Dream (Bassjackers Club Mix)
- FNA – Take Me Home Tonight (Bassjackers Remix)
- Moby – Lie Down in Darkness (Bassjackers Remix)
- Rihanna – California King Bed (Bassjackers Remix)
- Perry Farrell presents PerryEtty – Applause For You (Bassjackers Remix)
- Robbie Rivera, Sue Cho & DJ Aero feat. Tommy Lee – Ding Dong (Bassjackers Remix)
- Tiësto – Maximal Crazy (Bassjackers Remix)
- The Wanted – Glad You Came (Bassjackers Remix)
- Marcel Woods – Inside Me (Bassjackers Remix)
- Ferry Corsten – Check It Out (Bassjackers Remix)

2012:
- Bob Sinclar feat. Pitbull, Dragonfly & Fatman Scoop – Rock the Boat (Bassjackers Remix)
- Marco V – Analogital (Bassjackers Remix)
- Tocadisco feat. Julian Smith – That Miami Track (Bassjackers Remix)
- Morgan Page & Andy Caldwell feat. Jonathan Mendelsohn – Where Did You Go (Bassjackers Remix)
- Spencer & Hill feat. Ari – Surrender (Bassjackers Remix)
- Enrique Iglesias – Finally Found You (Bassjackers Remix)

2013:
- Adrian Lux & Marcus Schossow feat. JJ – Wild Child (Bassjackers Remix)

2014:
- Dannic feat. Bright Lights – Dear Life (Bassjackers Remix)

2015:
- Coone – Into the Madness (Bassjackers Remix)
- Dimitri Vegas & Like Mike feat. Ne-Yo – Higher Place (Bassjackers Remix)
- Steve Aoki feat. Linkin Park – Darker Than Blood (Bassjackers Remix)

2017:
- Cheat Codes feat. Demi Lovato - No Promises (Bassjackers Remix)
- Lost Frequencies & Netsky - Here With You (Bassjackers Remix)

2018:
- Armin van Buuren - Blah Blah Blah (Bassjackers Remix)
- Dimitri Vegas & Like Mike feat. Gucci Mane - All I Need (Dimitri Vegas & Like Mike vs. Bassjackers VIP Mix)
- Ran-D - Zombie (Bassjackers Remix)

2019:
- Dimitri Vegas & Like Mike, David Guetta & Daddy Yankee feat. Natti Natasha & Afro Bros - Instagram (Bassjackers Remix)

2020:
- Armin van Buuren - Stickup (Bassjackers Remix)
- Meduza x Becky Hill x Goodboys - Lose Control (Bassjackers Remix)
- Dimitri Vegas & Like Mike ft. Wolfpack - Ocarina (Bassjackers Remix)

2021:
- Illenium, Darin & Lights - Hearts On Fire (Bassjackers Remix)
- Ixxel - Drop That Beat (Dimitri Vegas & Like Mike vs Bassjackers Remix)

2022:
- Bassjackers - Mutant Ape Rave Club (Mutants Are Insane)
- Dimitri Vegas & Like Mike vs. Afro Bros & Sebastián Yatra ft. Camilo & Emilia - Boomshakalaka (Bassjackers Remix)

2023:
- Dimitri Vegas & Steve Aoki - White Lotus Theme (Aloha) (Bassjackers remix) [FREE DOWNLOAD]
- Calvin Harris & Ellie Goulding - Miracle (Dimitri Vegas & Like Mike vs. Bassjackers Remix)

## Ranking DJmag
| DJ          | 2015 | 2016 | 2017 | 2018 | 2019 | 2020 | 2021 |
| ----------- | ---- | ---- | ---- | ---- | ---- | ---- | ---- |
| Bassjackers | 39°  | 34°  | 35°  | 30°  | 34°  | 29°  | 28°  |

## Futuros lanzamientos
| Año  | Disponible | Canción              | Colaboración  | Sello discográfico |
| ---- | ---------- | -------------------- | ------------- | ------------------ |
| 2021 | n/a        | Bass Kickin Too Loud | Quintino (DJ) | Smash the House    |
| 2021 | n/a        | Madness              | Timmy Trumpet | Sinphony           |
| 2021 | n/a        | Otherside            | Solo          | Smash the House    |
| 2021 | n/a        | Bass Up              | MAKJ          | Smash the House    |
| 2021 | n/a        | ID                   | Maurice West  | Euforika           |